# Alexandre Grothendieck
Alexandre Grothendieck (ili, ponekad, Alexander Grothendieck) (Berlin, 28. ožujka 1928. – Saint-Lizier, 13. studenoga 2014.) bio je njemačko-francuski matematičar te dobitnik Fieldsove medalje 1966. Grothendieckov rad revolucionirao je svjetsku matematiku u relativno kratkom aktivnom periodu od svoje teze koju je napisao pod vodstvom Jeana Dieudonnéa i Laurenta Schwartza 1953, pa do oko 1969, nakon čega Grothendieck namjerno u nekoliko naglih koraka napušta kontakt s matematičkom javnošću i znanstvenom karijerom; a nakon 1988 postaje gotovo posve nadostupan za javnost. Grothendieck odbija Crafoordovu nagradu švedske akademije. Ne zna se točno mjesto sadašnjeg Grothendieckovog prebivanja, a pretpostavlja se da je u nekom zaseoku u Pirinejima. 
Grothendieckov znanstveni rad karakteriziran je dubokim konceptualnim promjenama i preoblikovanjima problema u terminima novih apstraktnih struktura koje bi pronašao vođen konkretnim problemom. Vođen je traženjem jednostavnosti i temeljnih zakonitosti u matematici, te dovodi u pitanje i najosnovnije pojmove kao što je topološki prostor, algebarski varijetet i slično, te naročito uspješno koristi metode mišljenja uz pomoć teorije kategorija. 
Grothendieck je već kao srednjoškolac osjetio potrebu za razmišljanje o osnovama i sam došao do teorije koja je ekvivalentna Lebesgueovoj teoriji mjere koju tada nije poznavao. Doktorira s tematikom iz funkcionalne analize, uvodeći pojam nuklearnih operatora i nuklearnih prostora te niza tenzorskih prostora za funkcionalne prostore. Nakon teze, prebacije interes u teoriju snopova i topologiju gdje u čuvenom radu objavljenom u Tohoku Mathematical Journal, zasniva općenitiji pristup homološkoj algebri koji je dijelom motiviran teorijom snopova abelovih grupa. U tom radu uvodi fundamentalne pojmove: (adjungirana) ekvivalencija kategorija, Abelova kategorija, i univerzalni delta funktor. Nakon toga prelazi u algebarsku geometriju koju već krajem 1950-tih revolucionira uvodeći sheme, topose, Grothendieckove topologije i ideju motiva. 
Među fundamentalnim pojmovima i teorijama koje je uveo Grothendieck svakako treba spomenuti i ove: algebarska shema, (Grothendieckov) topos, teorija silaska, pseudofunktor, fibrirana kategorija, stog, regularni diferencijalni operator, kristal, Grothendieckova topologija, etalna topologija, kristalna topologija, formalna shema te (zajedno s učenikom Verdierom) derivirana kategorija i triangulirana kategorija, te Grothendieckova Galoisova grupa. Fieldsovu medalju dobio je za Grothendieck-Riemann-Roch-ov teorem; a svojom najdubljom idejom smatrao je teoriju motiva. Za ostvarivanje izvedene kategorije (od hipotetičke abelove kategorije) motiva, 2002. Vladimir Voevodsky je dobio Fieldsovu medalju. Nakon napuštanja matematičke zajednice, Grothendieck u samoći smišlja "dječje skice", test kategorije i Grothendieckovu teoriju homotopija, te veliku hipotetsku sliku o vezama Galoisove teorije i teorije homotopije (čuveno pismo Davidu Quillenu "Pursuing stacks").
<http://ncatlab.org/nlab/show/Alexandre+Grothendieck>